# Sterculia rhinopetala
Sterculia rhinopetala är en malvaväxtart som beskrevs av Karl Moritz Schumann. Sterculia rhinopetala ingår i släktet Sterculia och familjen malvaväxter. Inga underarter finns listade i Catalogue of Life.